# Johann Ludwig Will
Johann Ludwig Will (* 1710; † 1771) war ein deutscher evangelischer Pfarrer in der Niederlausitz, der ein umfangreiches niedersorbisches/wendisches Gesangbuch herausgab.

## Leben
Johann Ludwig Will war der Sohn eines Gerichtsassessors in Küstrin in der Neumark. 1736 wurde er Pfarrer in Briesen im Spreewald. Dort lernte er die wendische Sprache kennen. 1749 erschien auf seine Initiative ein neues wendisches Gesangbuch, für das er 42 Texte übersetzte. 1760 veröffentlichte er ein Wohleingerichtetes wendisches Gesangbuch mit insgesamt 442 Liedern, das bis 1915 in sechs weiteren Auflagen gedruckt wurde.

## Publikationen
- Wohleingerichtetes wendisches Gesangbuch: in welchem 442 der geistreichsten Gesänge ; nebst einem Neuen Anhange, von 124 der neusten ausgesuchten und erbaulichsten Lieder zu finden, welche bisher nur geschrieben sind gesungen worden ... Kühn, Cottbus 1786 (zweite Auflage)
  - Digitalisat der 4., verbesserten Ausgabe, 1854